# Ognjan Dimow
Ognjan Dimow (bulgarisch Огнян Димов; englische Transkription Ognyan Dimov; * 1. Juli 1989) ist ein professioneller bulgarischer Pokerspieler. Er ist zweifacher Braceletgewinner der World Series of Poker und gewann 2015 das Main Event der European Poker Tour sowie 2023 das High Roller des PokerStars Caribbean Adventures.

## Pokerkarriere

### Werdegang
Dimow stammt aus Weliko Tarnowo. Er spielt seit März 2009 online unter den Nicknames cocojamb0 (PokerStars), cocojamb0_BG (Full Tilt Poker), fizoka (PokerStars.FR) und fizkobg (BetFred). Seine Onlinepoker-Turniergewinne liegen bei knapp 7,5 Millionen US-Dollar, wobei der Großteil von über 7 Millionen US-Dollar auf PokerStars gewonnen wurde. Im Jahr 2020 stand er zeitweise auf dem dritten Platz des PokerStake-Rankings, das die erfolgreichsten Onlinepoker-Turnierspieler weltweit listet.
Seine erste Geldplatzierung bei einem Live-Turnier erzielte Dimow Ende März 2014 in Wien. Mitte Oktober 2014 belegte er beim Main Event der European Poker Tour (EPT) in London den elften Platz und erhielt ein Preisgeld von umgerechnet mehr als 50.000 US-Dollar. Anfang Februar 2015 gewann er als zweiter Bulgare das EPT-Main-Event in Deauville und sicherte sich eine Siegprämie von 543.700 Euro. Im Juni 2016 war Dimow erstmals bei der World Series of Poker (WSOP) im Rio All-Suite Hotel and Casino am Las Vegas Strip erfolgreich und kam bei insgesamt sechs Turnieren der Variante No Limit Hold’em in die Geldränge. Dabei erhielt er sein höchstes Preisgeld von rund 16.000 US-Dollar für den 777. Platz im Main Event. Bei der WSOP 2018 gewann Dimow ein Event in Six Handed No Limit Hold’em und sicherte sich ein Bracelet sowie eine Siegprämie von knapp 380.000 US-Dollar. Anfang September 2018 erreichte er beim EPT-Main-Event in Barcelona den Finaltisch. Dimow wurde Vierter und erhielt aufgrund eines Deals mit drei anderen Spielern ein Preisgeld von rund 725.000 Euro. Beim PokerStars Caribbean Adventure auf den Bahamas gewann er Anfang Februar 2023 das High Roller und erhielt eine Auszahlung von knapp einer Million US-Dollar. Mitte September 2023 entschied der Bulgare auf GGPoker das in Pot Limit Omaha gespielte Plossus für sich und wurde mit rund 60.000 US-Dollar sowie seinem zweiten Bracelet prämiert. Bei der Triton Poker Series in Monte-Carlo setzte er sich Ende Oktober 2023 bei einem Turnier mit einem Hauptpreis von rund einer Million US-Dollar durch, was sein bislang höchstes Preisgeld darstellt.
Insgesamt hat sich Dimow mit Poker bei Live-Turnieren mehr als 5,5 Millionen US-Dollar erspielt und ist damit nach Dimitar Dantschew und Aleks Kulew der dritterfolgreichste bulgarische Pokerspieler.

### Braceletübersicht
Dimow kam bei der WSOP 51-mal ins Geld und gewann zwei Bracelets:
| Jahr   | Buy-in (in $) | Turnier                   | Teilnehmer | Preisgeld (in $) |
| ------ | ------------- | ------------------------- | ---------- | ---------------- |
| 2018 O | 1500          | No-Limit Hold'em 6-Handed | 1663       | 378.743          |
| 2023 O | 0400          | GGPoker.com – Plossus     | 3847       | 060.481          |